# Маэкса (село)
Маэкса — село в Белозерском районе Вологодской области.
Входит в состав городского поселения Город Белозерск, с точки зрения административно-территориального деления — в Куностьский сельсовет.
Расположено на берегах реки Маэксы. Расстояние до районного центра Белозерска по автодороге — 4 км. Ближайшие населённые пункты — Белозерск, Куность, Марково.
Население по данным переписи 2002 года — 474 человека (217 мужчин, 257 женщин). Преобладающая национальность — русские (98 %).